# Vinundu guillemei
Vinundu guillemei е вид охлюв от семейство Paludomidae.

## Разпространение и местообитание
Видът е разпространен в Демократична република Конго, Замбия и Танзания.
Обитава крайбрежията на сладководни басейни.